# UFC Fight Night: Туиваса vs. Тыбура
UFC Fight Night: Tuivasa vs. Tybura (также известный как UFC Fight Night 239 и UFC on ESPN+ 97) — турнир по смешанным единоборствам, организованный Ultimate Fighting Championship, который был проведён 16 марта 2024 года в спортивном комплексе «UFC Apex» в городе Энтерпрайз (часть мегаполиса Лас-Вегас), штат Невада, США.

## Подготовка турнира

### Главные события турнира
В качестве заглавного события запланирован бой в тяжёлом весе, в котором должны встретиться австралиец Тай Туиваса (#9 в рейтинге) и поляк Марчин Тыбура (#10 в рейтинге). Изначально этот поединок был запланирован к проведению месяцем ранее на UFC 298, но был перенесён, чтобы возглавить данный турнир.
| Заглавное событие - Тяжёлый вес | Заглавное событие - Тяжёлый вес | Заглавное событие - Тяжёлый вес |
| --- | --- | ------------------------------- |
| Тай Туиваса | | Марчин Тыбура                   |
| TAI ANTHONY TUIVASA "Bam Bam" (Бам-бам) 30 лет (16.03.1993) Рост 188 см, размах рук 191 см, вес 120,42 кг Гражданство: Происхождение: / Место рождения: Сидней, Новый Южный Уэльс, Австралия Представляет: Сидней, Новый Южный Уэльс, Австралия "AKA" / "TK MMA & Fitness" Дебют в UFC - 18.11.2017 (с рекордом 6-0) Бонусы "Fight of the Night" (1) / "Perfomance of the Night" (4) Чемпион Australian FC в тяжёлом весе (2016, защиты 1/1) | MARCIN TYBURA "Tybur" (Тыбур) 38 лет (09.11.1985) Рост 191 см, размах рук 198 см, вес 112,03 кг Гражданство: Происхождение: Место рождения: Унеюв, Лодзинское воеводство, Польша Представляет: Унеюв, Лодзинское воеводство, Польша "Syndicate MMA" / "Ankos MMA" Дебют в UFC - 10.04.2016 (с рекордом 13-1) Бонусы "Perfomance of the Night" (3) Чемпион M-1 Global в тяжёлом весе (2014, защиты 1/1) Победитель гран-при M-1 Global в тяжёлом весе (2013) |                                 |
| Последние бои: 09.09.2023, Александр Волков (#7), SUB2 03.12.2022, Сергей Павлович (#5), KO1 03.09.2022, Сирил Ган (#1), KO3 12.02.2022, Деррик Льюис (#3), KO2 11.12.2021, Аугусту Сакаи (#10), KO2 | Последние бои: TKO1, Том Аспиналл (#5), 22.07.2023 UDEC, Благой Иванов (#15), 04.02.2023 MDEC, Александр Романов (#14), 20.08.2022 UDEC, Александр Волков (#5), 30.10.2021 TKO1, Уолт Харрис (#8), 05.06.2021 |                                 |

### Анонсированные бои
| Бой | Весовая категория    | Участники боёв и их статистика перед боем (рекорд ММА / рекорд UFC / серия) | Участники боёв и их статистика перед боем (рекорд ММА / рекорд UFC / серия) | Участники боёв и их статистика перед боем (рекорд ММА / рекорд UFC / серия) | Участники боёв и их статистика перед боем (рекорд ММА / рекорд UFC / серия) | Участники боёв и их статистика перед боем (рекорд ММА / рекорд UFC / серия) | Участники боёв и их статистика перед боем (рекорд ММА / рекорд UFC / серия) | Участники боёв и их статистика перед боем (рекорд ММА / рекорд UFC / серия) | Участники боёв и их статистика перед боем (рекорд ММА / рекорд UFC / серия) | Участники боёв и их статистика перед боем (рекорд ММА / рекорд UFC / серия) | Участники боёв и их статистика перед боем (рекорд ММА / рекорд UFC / серия) | Участники боёв и их статистика перед боем (рекорд ММА / рекорд UFC / серия) | Участники боёв и их статистика перед боем (рекорд ММА / рекорд UFC / серия) |
|     |                      | Главный кард (Main Card, ESPN+)                                             |                                                                             |                                                                             |                                                                             |                                                                             |                                                                             |                                                                             |                                                                             |                                                                             |                                                                             |                                                                             |                                                                             |
| 1   | Тяжёлый вес          | Тай Туиваса (Tai Tuivasa)                                                   | #9 (3)                                                                      | 15-6                                                                        | 8-6                                                                         | -3                                                                          | vs.                                                                         | Марчин Тыбура (Marcin Tybura)                                               | #10 (7)                                                                     | 24-8                                                                        | 11-7                                                                        | -1                                                                          | [ 4 ]                                                                       |
| 2   | Полусредний вес      | Брайан Баттл (Bryan Battle)                                                 | TUF(W)                                                                      | 10-2                                                                        | 5-1                                                                         | +2                                                                          | vs.                                                                         | Анж Луса (Ange Loosa)                                                       | CS                                                                          | 10-3                                                                        | 2-1                                                                         | +2                                                                          | [ 5 ]                                                                       |
| 3   | Полутяжёлый вес      | Овинс Сен-Прё (Ovince Saint Preux)                                          | exT(15), exПВ                                                               | 26-17                                                                       | 14-12                                                                       | -1                                                                          | vs.                                                                         | Кеннеди Нзечукву (Kennedy Nzechukwu)                                        | exT(15), CS                                                                 | 12-4                                                                        | 6-4                                                                         | -1                                                                          | [ 6 ]                                                                       |
| 4   | Полулёгкий вес       | Кристиан Родригес (Christian Rodriguez)                                     | CS                                                                          | 10-1                                                                        | 3-1                                                                         | +3                                                                          | vs.                                                                         | Айзек Дулгарян (Isaac Dulgarian)                                            |                                                                             | 6-0                                                                         | 1-0                                                                         | +6                                                                          | [ 7 ]                                                                       |
| 5   | Жен. легчайший вес   | Панни Киансад (Pannie Kianzad)                                              | #6, TUF                                                                     | 16-7                                                                        | 5-4                                                                         | -1                                                                          | vs.                                                                         | Мейси Чиассон (Macy Chiasson)                                               | #10 (8), TUF                                                                | 8-3                                                                         | 6-3                                                                         | -1                                                                          | [ 8 ]                                                                       |
| 6   | Средний вес          | Джеральд Миршарт (Gerald Meerschaert)                                       |                                                                             | 35-17                                                                       | 10-9                                                                        | -2                                                                          | vs.                                                                         | Брайан Барберена (Bryan Barberena)                                          |                                                                             | 18-11                                                                       | 9-9                                                                         | -3                                                                          | [ 9 ]                                                                       |
|     |                      | Предварительный кард (Prelims, ESPN+)                                       |                                                                             |                                                                             |                                                                             |                                                                             |                                                                             |                                                                             |                                                                             |                                                                             |                                                                             |                                                                             |                                                                             |
| 7   | Лёгкий вес           | Натан Леви (Natan Levy)                                                     | CS                                                                          | 8-1                                                                         | 2-1                                                                         | +2                                                                          | vs.                                                                         | Майк Девис (Mike Davis)                                                     | CS                                                                          | 10-2                                                                        | 3-1                                                                         | +3                                                                          | [ 10 ]                                                                      |
| 8   | Жен. легчайший вес   | Жозиани Нунис (Josiane Nunes)                                               | #13                                                                         | 10-1                                                                        | 3-0                                                                         | +9                                                                          | vs.                                                                         | Челси Чендлер (Chelsea Chandler)                                            | #14                                                                         | 5-2                                                                         | 1-1                                                                         | -1                                                                          | [ 11 ]                                                                      |
| 9   | Наилегчайший вес     | Жафэл Филью (Jafel Filho)                                                   | CS                                                                          | 15-3                                                                        | 1-1                                                                         | +1                                                                          | vs.                                                                         | Оди Осборн (Ode' Osbourne)                                                  | CS                                                                          | 12-6 (1)                                                                    | 4-4                                                                         | -1                                                                          | [ 12 ]                                                                      |
| 10  | Полулёгкий вес       | Джош Кулибао (Josh Culibao)                                                 |                                                                             | 11-2-1                                                                      | 3-2-1                                                                       | -1                                                                          | vs.                                                                         | Дэнни Силва (Danny Silva)                                                   | д, CS                                                                       | 8-1                                                                         | -                                                                           | +2                                                                          | [ 13 ]                                                                      |
| 11  | Жен. минимальный вес | Жакелини Аморим (Jaqueline Amorim)                                          |                                                                             | 7-1                                                                         | 1-1                                                                         | +1                                                                          | vs.                                                                         | Кори Маккена (Cory McKenna)                                                 | CS                                                                          | 8-2                                                                         | 3-1                                                                         | +2                                                                          | [ 14 ]                                                                      |
| 12  | Лёгкий вес           | Тиагу Мойзес (Thiago Moises)                                                | exT                                                                         | 17-7                                                                        | 6-5                                                                         | -1                                                                          | vs.                                                                         | Митч Рамирес (Mitch Ramirez)▲                                               | д, CS                                                                       | 8-1                                                                         | -                                                                           | +1                                                                          | [ 15 ]                                                                      |
| 13  | Легчайший вес        | Харалампос Григориу (Charalampos Grigoriou)                                 | д, CS                                                                       | 8-3                                                                         | -                                                                           | +4                                                                          | vs.                                                                         | Чэд Анхелигер (Chad Anheliger)▲                                             | CS                                                                          | 12-7                                                                        | 1-2                                                                         | -2                                                                          | [ 16 ]                                                                      |
|     |                      | Отменённые бои                                                              |                                                                             |                                                                             |                                                                             |                                                                             |                                                                             |                                                                             |                                                                             |                                                                             |                                                                             |                                                                             |                                                                             |
|     | Лёгкий вес           | Тиагу Мойзес (Thiago Moises)                                                | exT(14), CS                                                                 | 17-7                                                                        | 6-5                                                                         | -1                                                                          | vs.                                                                         | Брэд Ридделл (Brad Riddell)▼                                                | exT(12)                                                                     | 10-4                                                                        | 4-3                                                                         | -3                                                                          | [ 17 ]                                                                      |
|     | Легчайший вес        | Харалампос Григориу (Charalampos Grigoriou)                                 | д, CS                                                                       | 8-3                                                                         | -                                                                           | +4                                                                          | vs.                                                                         | Тосиоми Казама (Toshiomi Kazama)▼                                           | RTU                                                                         | 10-4                                                                        | 0-2                                                                         | -2                                                                          | [ 18 ]                                                                      |

Условные обозначения: #5 (1) — текущее (лучшее) место бойца в рейтинге, exЧ(В) — бывший чемпион (временный), exП(В) — бывший претендент на титул чемпиона (временного), exТ(3) — боец входил в рейтинг Топ-15 (лучшее место в рейтинге), д — дебютант, CS — боец участвовал в Претендентской серии Дэйны Уайта, RTU — боец участвовал в шоу Road To UFC, TUF — боец участвовал в шоу The Ultimate Fighter, TUF(W/F) — боец являлся победителем/финалистом The Ultimate Fighter, WEC/SF — боец выступал в WEC или Strikeforce до объединения этих организаций с UFC.

## Церемония взвешивания
Результаты официальной церемонии взвешивания бойцов перед турниром.
| Весовая категория и допустимый лимит в фунтах | Весовая категория и допустимый лимит в фунтах | Участники боёв и их вес в фунтах | Участники боёв и их вес в фунтах | Участники боёв и их вес в фунтах | Участники боёв и их вес в фунтах |
| --------------------------------------------- | --------------------------------------------- | -------------------------------- | -------------------------------- | -------------------------------- | -------------------------------- |
| Тяжёлый вес                                   | 265 (+1)                                      | Тай Туиваса                      | 265,5                            | Марчин Тыбура                    | 247                              |
| Полусредний вес                               | 170 (+1)                                      | Брайан Баттл                     | 170                              | Анж Луса                         | 171                              |
| Полутяжёлый вес                               | 205 (+1)                                      | Овинс Сен-Прё                    | 206                              | Кеннеди Нзечукву                 | 205                              |
| Полулёгкий вес                                | 145 (+1)                                      | Кристиан Родригес                | 145                              | Айзек Дулгарян                   | 145,5                            |
| Легчайший вес (женщины)                       | 135 (+1)                                      | Панни Киансад                    | 136                              | Мейси Чиассон                    | 135,5                            |
| Средний вес                                   | 185 (+1)                                      | Джеральд Миршарт                 | 185,5                            | Брайан Барберена                 | 186                              |
| Лёгкий вес                                    | 155 (+1)                                      | Натан Леви                       | 156,5 *                          | Майк Девис                       | 155                              |
| Легчайший вес (женщины)                       | 135 (+1)                                      | Жозиани Нунис                    | 135                              | Челси Чендлер                    | 137 **                           |
| Наилегчайший вес                              | 125 (+1)                                      | Жафэл Филью                      | 125,5                            | Оди Осборн                       | 125,5                            |
| Полулёгкий вес                                | 145 (+1)                                      | Джош Кулибао                     | 146                              | Дэнни Силва                      | 148,5 ***                        |
| Минимальный вес (женщины)                     | 115 (+1)                                      | Жакелини Аморим                  | 116                              | Кори Маккена                     | 115,5                            |
| Лёгкий вес                                    | 155 (+1)                                      | Тиагу Мойзес                     | 155,5                            | Митч Рамирес                     | 155,5                            |
| Легчайший вес                                 | 135 (+1)                                      | Харалампос Григориу              | 136                              | Чэд Анхелигер                    | 135                              |

[*] Натан Леви не смог уложиться в лимит лёгкой весовой категории (превышение 0,5 фунта) и будет оштрафован на 20% от гонорара в пользу соперника. Бой пройдёт в промежуточном весе 156,5 фунтов.
[**] Челси Чендлер не смогла уложиться в лимит легчайшей весовой категории (превышение 1 фунт) и будет оштрафована на 20% от гонорара в пользу соперницы. Бой пройдёт в промежуточном весе 137 фунтов.
[***] Дэнни Силва не смог уложиться в лимит полулёгкой весовой категории (превышение 1,5 фунта) и будет оштрафован на 20% от гонорара в пользу соперника. Бой пройдёт в промежуточном весе 148,5 фунтов.

## Результаты турнира
В главном бою вечера Марчин Тыбура победил Тая Туиваса удушающим приёмом в 1-м раунде.
| Статистика поединка: | Статистика поединка: | Статистика поединка:                          | Статистика поединка:                          | Статистика поединка: | Статистика поединка: | Статистика поединка: | Статистика поединка: | Статистика поединка: | Статистика поединка: | Статистика поединка: | Статистика поединка: | Статистика поединка: | Статистика поединка: | Статистика поединка: | Статистика поединка: | Статистика поединка: | Статистика поединка: | Статистика поединка: |
| Участник             | Нокдауны             | Акцентрованные удары (по цели/всего/точность) | Акцентрованные удары (по цели/всего/точность) | По раундам           | По раундам           | По раундам           | По раундам           | По раундам           | По цели              | По цели              | По цели              | По позиции           | По позиции           | По позиции           | Тейкдауны            | Тейкдауны            | Контроль             | Попытка приема       |
| Участник             | Нокдауны             | Акцентрованные удары (по цели/всего/точность) | Акцентрованные удары (по цели/всего/точность) | 1Р                   | 2Р                   | 3Р                   | 4Р                   | 5Р                   | Голова               | Корпус               | Ноги                 | Дистанция            | Клинч                | Партер               | Тейкдауны            | Тейкдауны            | Контроль             | Попытка приема       |
| -------------------- | -------------------- | --------------------------------------------- | --------------------------------------------- | -------------------- | -------------------- | -------------------- | -------------------- | -------------------- | -------------------- | -------------------- | -------------------- | -------------------- | -------------------- | -------------------- | -------------------- | -------------------- | -------------------- | -------------------- |
| Тай Туиваса          | 0                    | 15/24                                         | 62%                                           | 15/24                | -                    | -                    | -                    | -                    | 9/17                 | 1/2                  | 5/5                  | 8/17                 | 7/7                  | 0                    | 0                    | -                    | 0:00                 | 0                    |
| Марчин Тыбура        | 0                    | 27/41                                         | 65%                                           | 27/41                | -                    | -                    | -                    | -                    | 23/34                | 4/7                  | 0                    | 8/20                 | 0                    | 19/21                | 1/4                  | 25%                  | 2:48                 | 1                    |

| Бой    | Весовая категория            | Результат боя        | Результат боя     | Результат боя | Результат боя | Результат боя | Результат боя       | Результат боя | Способ победы                                       | Раунд | Время | Рефери в ринге |
|        |                              | Главный кард         |                   |               |               |               |                     |               |                                                     |       |       |                |
| Бой 13 | Тяжёлый вес                  |                      | Марчин Тыбура     | #10           | поб.          |               | Тай Туиваса         | #9            | Техническая сдача, удушающий приём (удушение сзади) | 1     | 4:08  | Херб Дин       |
| Бой 12 | Полусредний вес              |                      | Брайан Баттл      |               | vs.           |               | Анж Луса            |               | Бой признан не состоявшимся ****                    | 2     | 1:00  | Майк Белтран   |
| Бой 11 | Полутяжёлый вес              |                      | Овинс Сен-Прё     |               | поб.          |               | Кеннеди Нзечукву    |               | Раздельное решение (29–28, 28–29, 29–28)            | 3     | 5:00  | Марк Смит      |
| Бой 10 | Полулёгкий вес               |                      | Кристиан Родригес |               | поб.          |               | Айзек Дулгарян      |               | Раздельное решение (27–28, 28–27, 28–27)            | 3     | 5:00  | Крис Тоньони   |
| Бой 9  | Жен. легчайший вес           |                      | Мейси Чиассон     | #10           | поб.          |               | Панни Киансад       | #6            | Сдача, удушающий приём (удушение сзади)             | 1     | 3:54  | Марк Смит      |
| Бой 8  | Средний вес                  |                      | Джеральд Миршарт  |               | поб.          |               | Брайан Барберена    |               | Техническая сдача, удушающий приём (удушение сзади) | 2     | 4:23  | Херб Дин       |
|        |                              | Предварительный кард |                   |               |               |               |                     |               |                                                     |       |       |                |
| Бой 7  | Промежуточный вес (156,5)*   |                      | Майк Девис        |               | поб.          |               | Натан Леви          |               | Сдача, удушающий приём (ручной треугольник)         | 2     | 1:43  | Майк Белтран   |
| Бой 6  | Промежуточный вес (137)**    |                      | Челси Чендлер     | #14           | поб.          |               | Жозиани Нунис       | #13           | Единогласное решение (29–28, 29–28, 29–28)          | 3     | 5:00  | Крис Тоньони   |
| Бой 5  | Наилегчайший вес             |                      | Жафэл Филью       |               | поб.          |               | Оди Осборн          |               | Сдача, удушающий приём (удушение сзади)             | 1     | 4:27  | Херб Дин       |
| Бой 3  | Промежуточный вес (148,5)*** |                      | Дэнни Силва       | д             | поб.          |               | Джош Кулибао        |               | Раздельное решение (29–28, 28–29, 29–28)            | 3     | 5:00  | Марк Смит      |
| Бой 2  | Жен. минимальный вес         |                      | Жакелини Аморим   |               | поб.          |               | Кори Маккена        |               | Сдача, болевой приём (рычаг локтя)                  | 1     | 1:38  | Майк Белтран   |
| Бой 4  | Лёгкий вес                   |                      | Тиагу Мойзес      |               | поб.          |               | Митч Рамирес        | д             | Технический нокаут (удары по ногам)                 | 3     | 0:15  | Марк Смит      |
| Бой 1  | Легчайший вес                |                      | Чэд Анхелигер     |               | поб.          |               | Харалампос Григориу | д             | Единоглсное решение (30–27, 29–28, 29–28)           | 3     | 5:00  | Крис Тоньони   |

[****] Анж Луса не смог продолжить поединок после непреднамеренного тычка в глаз со стороны Брайана Баттла.
Официальные судейские карточки турнира.

## Награды
Следующие бойцы были удостоены денежного бонуса в $50,000:
- Лучший бой вечера: не присуждался
- Выступление вечера: Марчин Тыбура, Мейси Чиассон, Жафэл Филью и Жакелини Аморим